# ستيفن ويلزي
ستيفن ويلزي (16 مارس 1974 - ) هو لاعب كريكت كندي.

## وصلات خارجية
- ستيفن ويلزي على موقع إي آس بي آن كريك إنفو (الإنجليزية)